# 貝倫格爾·拉蒙二世
貝倫格爾·拉蒙二世，（西班牙語：Berenguer Ramón II，約1053年—1097年/1099年），巴塞羅那伯爵（1076年－1097年在位）。

## 生平
貝倫格爾·拉蒙二世是拉蒙·貝倫格爾一世與第三任妻子拉馬爾什的阿爾莫迪斯的次子。
1076年，貝倫格爾·拉蒙二世繼承父親巴塞羅那伯爵拉蒙·貝倫格爾一世的爵位，與他的孿生兄長拉蒙·貝倫格爾二世共同統治。這對雙胞胎未能達成共識，違背已故父親的意願，將留給他們的財產分家。兄長“拖頭”拉蒙·貝倫格爾，因其頭髮的厚度和顏色而得名，於1082年在樹林裡打獵時被殺。貝倫格爾·拉蒙二世在之後4年，成為加泰羅尼亞的唯一統治者，人們普遍認為他策劃了這起謀殺案。因為這種懷疑和各自擁戴的支持者導致內戰。各方主張解決這一次“不公不義的謀殺”的方法，而導致1086年的溫和妥協，貝倫格爾·拉蒙二世與他兄長只得四歲的兒子拉蒙·貝倫格爾三世共同統治加泰羅尼亞總共11年，直到他成年為止。
在1080年代，貝倫格爾·拉蒙二世捲入摩爾人泰法王國的內部紛爭，導致他與熙德發生衝突。在隨後的戰爭中，巴塞羅那伯爵兩次被俘。 
1097年，貝倫格爾·拉蒙二世退位後，他的生活變得更加晦澀。 仍然生活在他兄長被暗殺的指控中，他的罪行可能是由比武審判確定的，結果他輸了，他只好前去耶路撒冷，要么在朝聖，要么在懺悔，要么第一次十字軍的成員，並於1097年至1099年間在那裡喪生。